# Бальтазар Коєтт

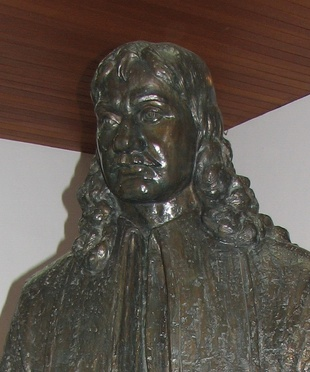
Бюст Фредеріка Коєтта, форт Zeelandia, Тайвань

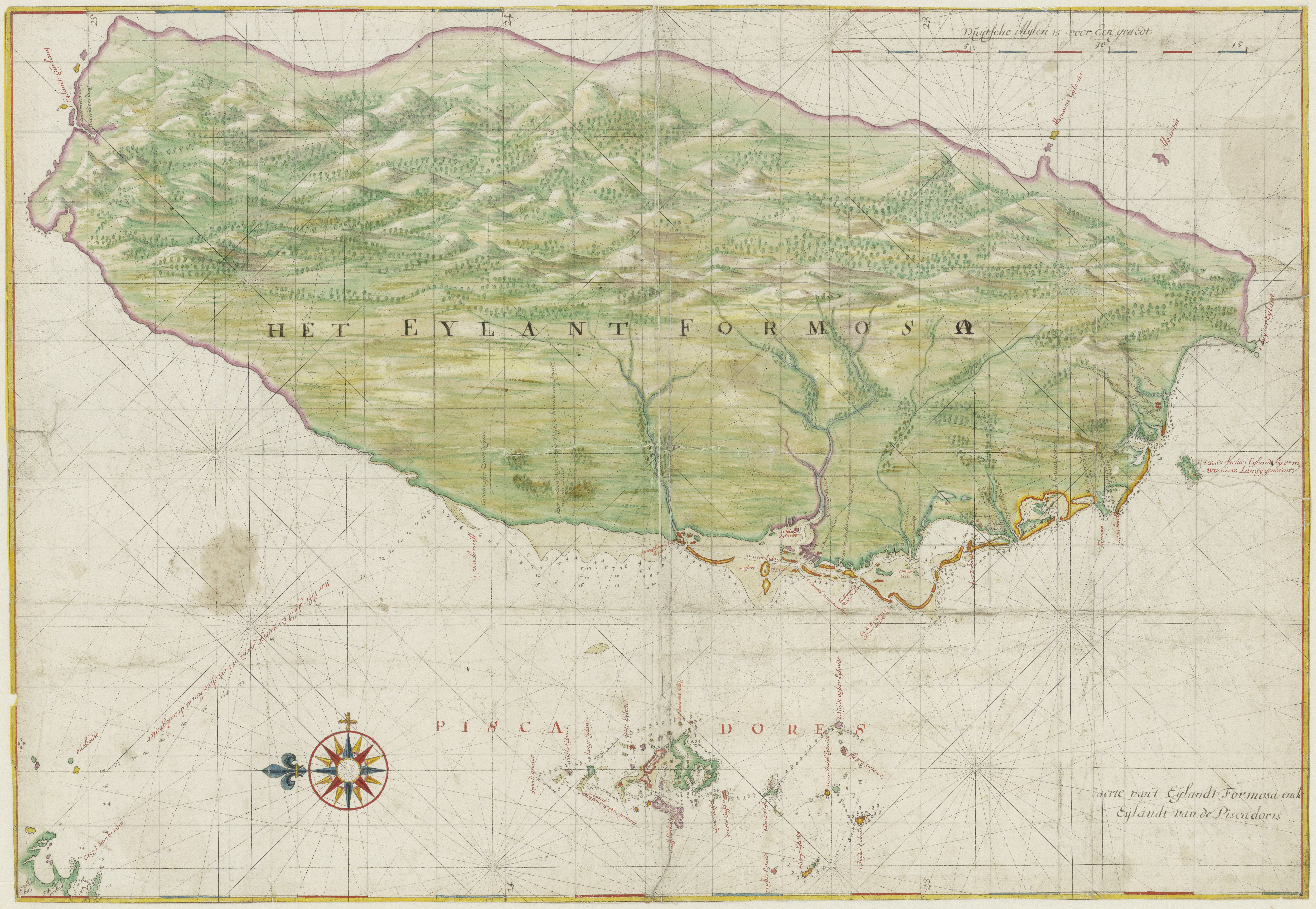
Карта о. Формоза (Тайвань), Голландская Ост-Индия, 1640 г.

Бальтаза́р Коєтт (нід. Balthazar Coyett; нар. о. Формоза, 1650 г. — пом.Батавія, 19 вересня 1725 г.) — губернатор и намісник низки островів голландської Ост-Індії наприкінці XVII — початку XVIII ст. У складі посольства Нідерландів протягом двох років (1675-76) перебував у Москві, автор історичного есе «Посольство Кунраада фан-Кленка до царів Олексія Михайловича та Феодора Олексійовича». Син останнього голландського губернатора о. Формоза Фредерика Коєтта, онук шведа Єлисея Коєтта, генерал-фельдценхмейстера на службі у московського царя Михайла Федоровича (1629—1634).

## Життєпис
Бальтазар належить до роду Коєттів з герцогства Брабант. Один з його представників, Юлій Коєтт, у 1535 р. бився з маврами в Африці, отримавши Орден Золотого руна.
Пізніше, рятуючись від релігійних переслідувань, Коєтти бігли до Швеції. Один з них, Юлій (також Єлисей) Коєтт, з дозволу короля Карла IX пішов на службу до російського царя Михайла Федоровича. У нього було троє синів:
- Петро Юлій (Petrus Julius) — шведський міністр та дипломат († у Бреді в 1667 р.)[3]
- Фредерік (Frederick) — батько Бальтазара, губернатор о. Формоза;
- Отто (Otto) — московський купець, власник скляного заводу.

В «Armorial general» Й. Б. Рітсапа згадується шведський дворянський рід Коєттів, що з 1706 р. стають баронами (ймовірно, це лінія стрийка Бальтазара — Петра Юлія). Чоловіча лінія цього роду, однак, переривається у 1782 р. Втім, Рітсап згадує і про голландську лінію, проте не називаючи місцевості, де жили ці Коєтти (швидше за все, це і є нащадки Фредерика та Бальтазара).

### Останній губернатор Формози

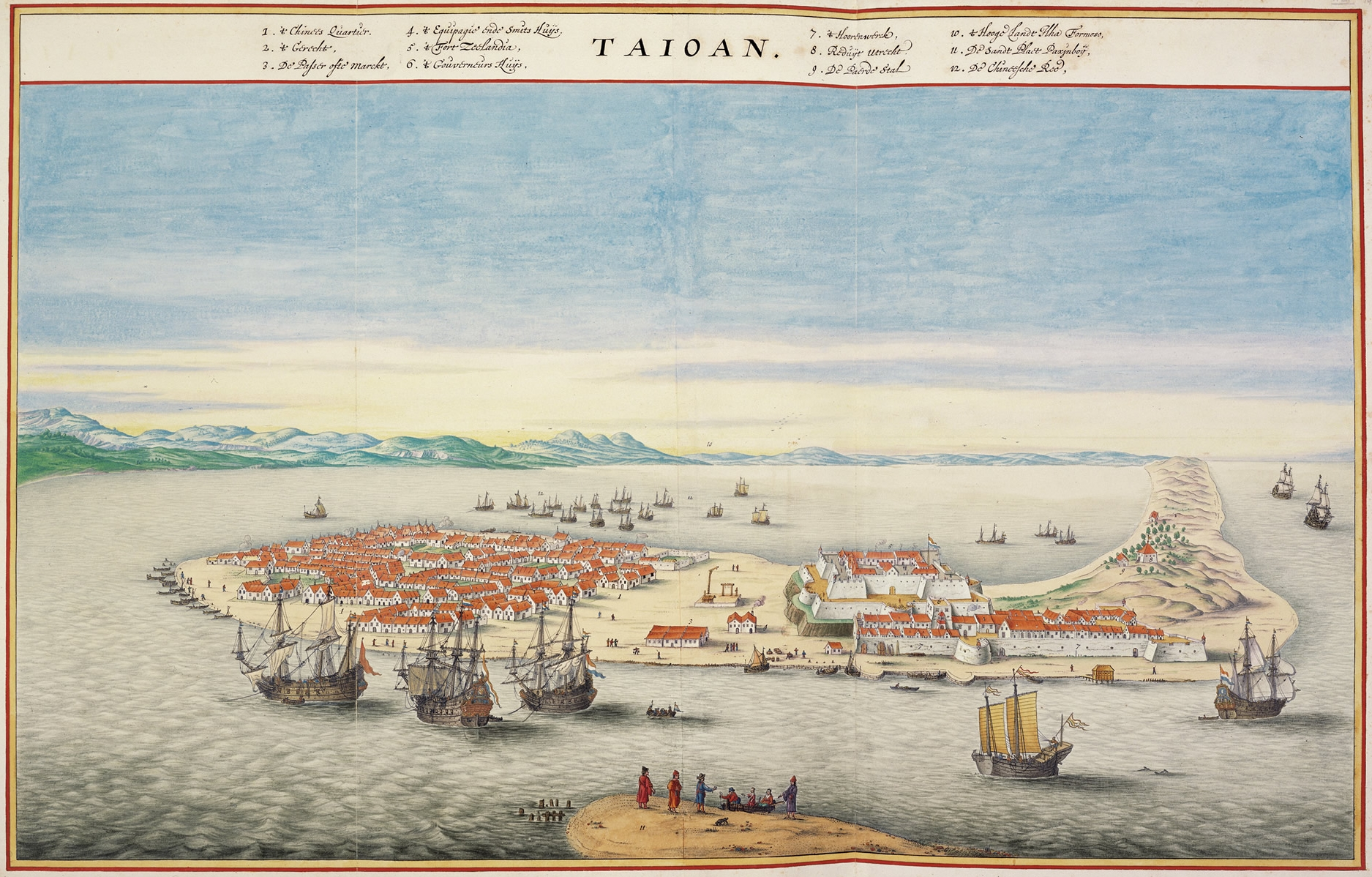
о. Формоза з висоти пташиного польоту (вид з моря), 1640 р.

За довідкою з архіву Голландської Ост-Індської компанії, яку наводить Дельфтський професор JE Heeres, Бальтазар Коєтт народився на острові Формоза (нині Тайвань) в 1650 р. Він був сином Фредеріка Коєтта (нід. Frederick Coyett) та Сюзани Буденс (нід. Susanna Boudaens, Гаага 1622 — Формоза 1656).
Його батько був останнім, дванадцятим за рахунком, голландським губернатором острова (1656—1662). Народившись у Стокгольмі, Фредерік Коєтт майже все життя провів в азійських колоніях Нідерландів. Героїчно, протягом більш, ніж 9 місяців, у 1661 р. стримував облогу острова військом Чжен Ченгуна (1624—1662), самого відомого китайського пірата XVII століття (європейці називали його Коксінга).
Незважаючи на героїчні зусилля з оборони форту Зеландія, після прибуття у ставку Ост-Індської компанії до Батавії (нині — Джакарта), Фредеріка Коєтта було віддано під трибунал та приречено на довічне ув'язнення на острові Банда.
Провівши на засланні 12 довгих років, Коєтт написав книгу Verwaerloosde Formosa}}), в якій вказав всі прорахунки і недбалість вищих посадових осіб Голландської Ост-Індської компанії, які привели до втрати острова. Лише через 12 років, в 1674 рік у, пішовши назустріч проханню його сина, принц Вільгельм III Оранський, підписав Фредеріку амністію. Щоб його відпустили, сім'ї Коєтта, однак, довелося внести в казну Батавии викуп в розмірі 25.000 гульденів.

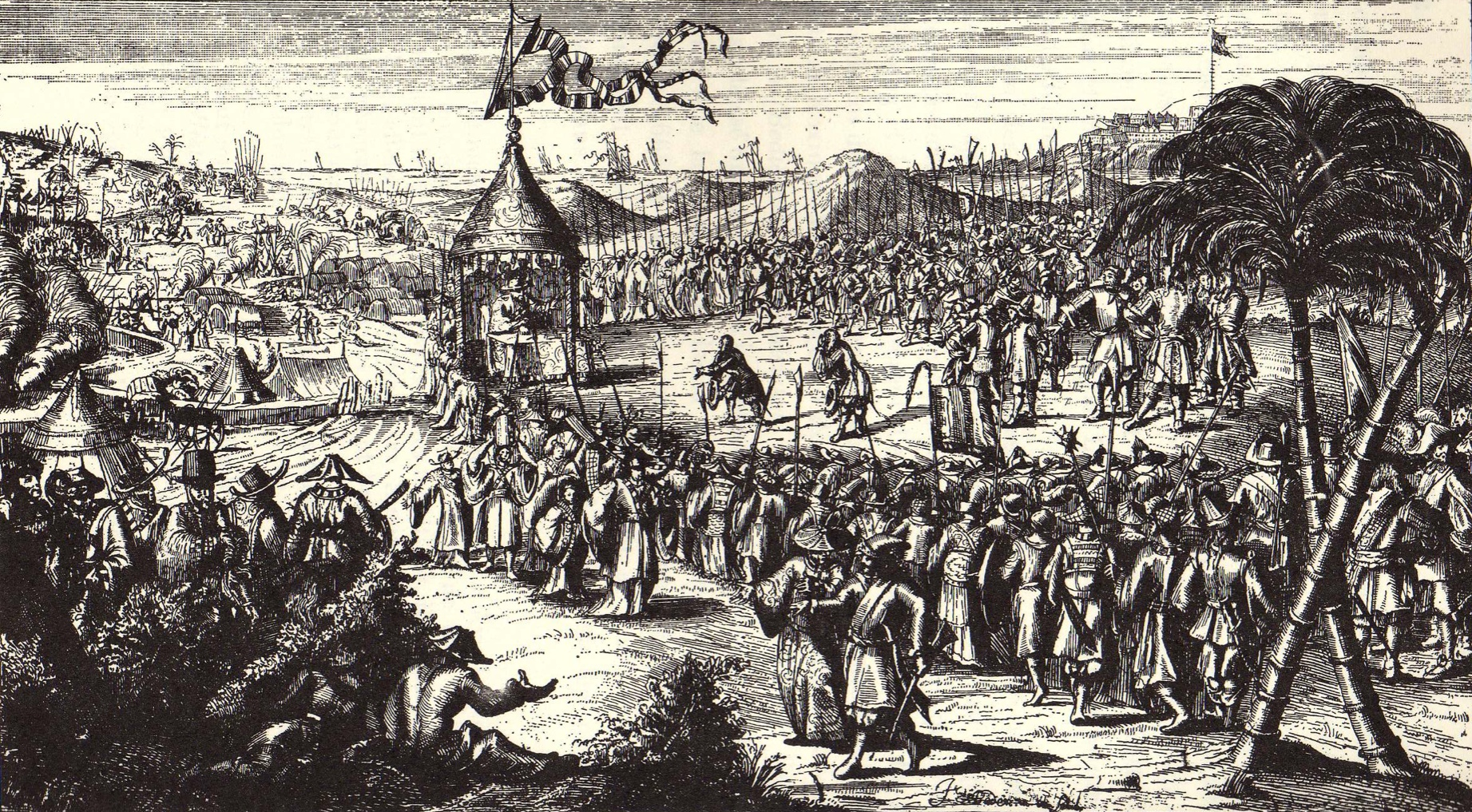
Сдача форта Zeelandia, 1661 г.

У 1675 р., прибувши до Амстердаму, Фредерік Коєтт публікує під псевдонімом «CES» (лат. Coyett et Sociis, «Коєтт та партнери») свою монографію про Формозу, яка на сьогодні визнана одним із найбільш повних та достовірних джерел інформації про колоніальні порядки у Голландській Ост-Індії, написаних від першої особи. Наробивши багато шуму, книга, втім, не нашкодила репутації сина опального губернатора.

### Московське посольство
Тринадцятим губернатором о. Формоза (який повинен мав змінити Ф. Коєтта) так і не став присланий Ост-Індською компанією Герман Кленк. Побачивши критичне становище острова, він так і не зійшов на берег, повернувшись до Батавії. Можливо, у знак подяки за збережену репутацію, він пізніше складе протекцію Коєтту-молодшому, познайомивши його зі своїм братом Конрадом.
Виборовши у 1674 році амністію для батька, Бальтазар приїжджає з ним в Нідерланди. Восени 1675 р. він отримує пропозицію вирушити з голландським посольством до Москви. Про попередню аналогічну місію 1664/1665 рр. Якоба Борейля відомо з документів бургомістра Амстердама, керуючого Ост-Індської компанії, дипломата Ніколааса Вітцена, який після повернення з Москви опублікував книгу «Подорож до Московії» (нід. Moscovische Reyse) і відому Карту Тартарії. Цікаво, що в цьому посольстві Схельтеми (І, 269) також згадують якогось Коєтта, проте хто саме це був — вирішити важко.